# 草坪駅
草坪駅（朝鮮語: 초평역、チョピョンえき）は朝鮮民主主義人民共和国平安南道順川市にある朝鮮民主主義人民共和国鉄道省戴建線の駅である。

## 隣の駅
朝鮮民主主義人民共和国鉄道省
戴建線
龍岳駅 - 草坪駅 - 三所駅